# Breitenau (Sonnewalde)
Breitenau (niedersorbisch Bretna) ist ein Ortsteil der Stadt Sonnewalde im Landkreis Elbe-Elster in Brandenburg.

## Geografie und Verkehrsanbindung
Breitenau liegt östlich der Kernstadt Sonnewalde. Westlich und südlich verläuft die B 96. Südlich erstreckt sich das rund 47 ha große Naturschutzgebiet Tanneberger Sumpf - Gröbitzer Busch. Breitenau liegt an der Bahnstrecke Finsterwalde–Luckau.

## Geschichte
Breitenau wurde am 26. Oktober 2003 nach Sonnewalde eingemeindet.

## Sehenswürdigkeiten
- In der Liste der Baudenkmale in Sonnewalde ist für Breitenau die Dorfkirche, eine Feldsteinkirche, als einziges Baudenkmal aufgeführt.